# Виртуальные товары
Виртуа́льные това́ры — нематериальные объекты, которые приобретаются пользователями социальных сетей, виртуальных миров и онлайн-игр. Виртуальные товары могут использоваться только в специфической виртуальной среде, соответственно не имеют материальной ценности в реальном мире.
Виртуальные товары могут быть классифицированы и как виртуальные сервисы, — именно таким образом их классифицируют некоторые компании-операторы социальных сетей, виртуальных миров и онлайн-игр.

## История
Первыми проданными виртуальными товарами были игровые элементы для использования в игре MUD. Игроки могут торговать друг с другом виртуальными товарами: мечами, монетами, лекарствами и ядами, в специально отведённом неигровом секторе игры; таким образом игровой оператор не имеет к этому отношения. Пока такая практика запрещена в большинстве современных онлайн игр, например в World of Warcraft и Everquest, хотя многие онлайн игры уже сейчас получают доход от продажи виртуальных товаров.
Компания Iron Realms Entertainment в 1998 стала первой, кто получил прибыль от продажи виртуальных товаров от аукциона, на котором игроки приобрели артефакты для игры Achaea, Dreams of Divine Lands,, но после этого был довольно длительный перерыв до середины 2000-х, пока такие компании, как корейская Cyworld смогла пройти путь, позволивший сделать виртуальные товары легитимными и способными приносить законный доход своим создателям.
В 2009 году, игры, в которые играют пользователи социальных сетей, таких как Facebook, принесли доход (в основном от продажи виртуальных товаров) около 1 миллиарда долларов США; в 2010 году ожидается увеличение этой цифры до 1,6 миллиарда.
«Entropia Universe» — виртуальный мир и онлайн-игра разработанная шведской компаний Mindark, вошла в Книгу рекордов Гиннесса в 2004 и 2008 годах, как продавшая наиболее дорогие в мире виртуальные объекты (виртуальные товары), а в 2010 году, виртуальная космическая станция (популярный для посещения интернет-пользователями объект), была продана за 330 тысяч долларов США.

## Незаконные продажи
Хотя многие компании занимаются обменом фиатных денег на виртуальные товары, такая практика запрещена в большинстве популярных онлайн игр — таких как World of Warcraft — которая получает доход только от подписки. Однако это не удерживает многих игроков от покупки игровой валюты у других игроков за фиатные деньги, нарушая таким образом соглашение с компанией-оператором игры.
В 2009 году в Китае практика покупки реальных товаров за виртуальную валюту была объявлена вне закона.

## Проблемы налогообложения
Ввиду массового распространения торговли виртуальными товарами, правительства многих стран обратили на это внимание. Правительственные службы Австралии считают налогооблагаемой прибыль с виртуальных ценностей. Эксперты компании Symantec констатируют: «Эти операции проводятся через весь мир без какого-то специального контроля, сопровождаясь при этом обычным банковским переводом». В качестве примера приводится указ Китайского Правительства о прекращении обмена виртуальных денег на реальные «для сдерживания нерегулируемого обмена валют». Прогнозируется дальнейшее увеличение внимания фармеров к Second Life и World of Warcraft ввиду их популярности и, соответственно, востребованности услуг фармеров.
Корейское Правительство издало закон, запрещающий все операции обмена игровых ценностей на ценности реального мира. Это привело к закрытию властями большинства подобных интернет-структур. Наказание за этот вид деятельности составляет 50 тысяч долларов США и тюремное заключение сроком на 5 лет.
Более основательный закон для поставщиков виртуальных товаров за валюту реального мира разработан в Китае. Усилия властей направлено на «создание условий для защиты и законной охраны виртуальной собственности от кражи и присвоения». Ван Сяодон, специалист в области интеллектуальной собственности из C&I Partners (Гуандон) заявил в интервью China Daily, что он уверен в то, что новый закон, принятый Высшим Народным Судом, «в будущем защитит виртуальную собственность».
Также Британское Правительство нуждается в «сильной руке для наведения порядка в виртуальных мирах»:
Как сказал министр, такие проблемы виртуальных как детская порнография, кража персональных данных, отмывание денег и нарушение авторских прав, что называется, нуждаются в регулировании и контроле…

Лорд Трайсман отказался называть какие-то сроки рассмотрения такого документа. Также он отказался комментировать заявление о том, что «всякие деньги в виртуальных мирах должны быть налогооблагаемыми». Как он сказал: «Это было бы значимо для Казначейства».
Действия правительств по узакониванию RMT, видимо, должно напрямую коснуться деятельности фармеров, так как обмен валют на виртуальные товары не лицензирован, а потому подобные доходы являются незаконными.
Дальнейшие шаги по установлению контроля на «виртуальной валютой», по мнению Internet Business and Law Centre, могут быть следующими:
С точки зрения преследования по закону очень важно знать, где находится сервер, предлагающий виртуальные услуги. Особенно это важно, так как он может находиться на территории другой страны.
В ходе составления законопроекта потребуются консультации квалифицированных юристов. Это особенно важно, так как в ходе расследования потребуется доступ к данным, находящимся в области действия иностранного законодательства.

Нам нужно уничтожить барьеры между бизнесом и правительством, нам нужно взаимное доверие, чтобы сделать поставщиков услуг более ответственными за трафик, передаваемый через их каналы в Сеть.
Вменение в обязанность издателям MMO протоколировать перемещения виртуальных ценностей и валюты будет существенным ударом по фармерам как в играх, допускающих оказание виртуальных услуг за реальные деньги, так и запрещающих его. Независимо от содержания грядущего законодательства, происходящее в виртуальных мирах, видимо, будет представлять большой интерес для правительств и правоохранительных служб.

## Известные поставщики виртуальных товаров
- Facebook[24]
- Nexon[25]
- Iron Realms Entertainment[7]
- Playdom[26]
- Playfish[27]
- Slide.com[28]
- Sony Online Entertainment
- World of Warcraft[6]
- Zynga[29]
- Flirtomatic[30]